# Frătești (okręg Gorj)
Frătești – wieś w Rumunii, w okręgu Gorj, w gminie Lelești. W 2011 roku liczyła 345 mieszkańców.